# 特希察 (羅夫諾州)
51°5′2″N 26°43′40″E / 51.08389°N 26.72778°E
特希察（羅馬化：Tyshytsia）是烏克蘭西北部的村莊，隸屬里夫內州的里夫內區。該村始建於1656年，面積1.58平方公里，海拔高度162米，2001年人口1,654，人口密度每平方公里1,046.8人。